# Albert Walter
Pour les articles homonymes, voir Walter.
Albert Walter est un homme politique français né d'une famille d'origine alsacienne le 20 juin 1852 à Saint-Denis (Seine-Saint-Denis) et décédé le 13 mars 1919 à Paris.

## Biographie
Dessinateur mécanicien, il est adhérent du Parti socialiste révolutionnaire et le suit quand ail rejoint en 1901 le Parti socialiste de France, puis en 1905 la SFIO. 
Figure principale du socialisme à Saint-Denis, il participe au congrès de la salle Japy en décembre 1899, qui ne parvient pas à unir les différentes formations socialiste. Il est délégué du PSR piur l’Union socialiste de Stains et de Dugny  au congrès de la salle Wagram, tenu en septembre 1900. En 1891, il siège au congrès de Lyon, puis en 1902 au Congrès de Tours et en 1905 au Congrès du Globe , qui réalise en avril 1905 l'unité des socialistes, de même qu'au congrès national de la SFIO à Chalon-sur-Saône en octobre suivant. 
Conseiller municipal de Saint-Denis de 1884 (dissous en 1886 par décret présidentiel) à 1896 , de 1904 à 1908 et de 1912 à 1919, il est maire du 15 mars 1892 au 25 janvier 1894, réélu en 1904, à nouveau battu en 1908, puis élu en 1912, mais il déclinera alors le poste de maire. 
Il est député de la Seine de 1893 à 1919, siégeant sur les bancs socialistes. Il fait preuve d'un anticléricalisme (il interdit toutes les manifestations extérieures du culte et impose la neutralisation du lieu de sépulture en supprimant la croix surmontant le caveau provisoire où peuvent être enterrées des personnes pratiquant un culte autre que le catholique) et d'un antimilitarisme virulent, mais aussi d'un grand intérêt pour les questions sociales.
Le 20 août 1893, candidat aux élections législatives dans la 2e circonscription de l'arrondissement de Saint-Denis : il obtient au premier tour 3 127 voix contre 4 584 à Lourdelet et 4 129 au député-maire sortant Émile Revest. Il remporte le second tour par 6 608 voix, ses deux adversaires en ayant respectivement 4 989 et 4 532. Il est réélu jusqu'à sa mort, à partir de 1914 dans la 3e circonscription, le socialiste Pierre Laval, prenant sa succession dans la 2e.
Au palais Bourbon, il se fait rappeler à l'ordre pour avoir injurié l'armée, lors d'un incident relatif à l'affaire Dreyfus soulevé par Jean Jaurès. Épris de justice sociale, il se consacre à la défense des travailleurs, réclamant des crédits en faveur des victimes de catastrophes, une aide pour les chômeurs, le repos hebdomadaire ou l'amélioration des conditions de travail. Il vote pour l'urgence des lois scolaires, l'assurance mutuelle agricole, la suppression des conseils de guerre et en faveur de la représentation proportionnelle.
Durant la Première Guerre mondiale, Albert Walter est contesté par ses camarades en juin 1916. Un vote de défiance provoque sa démission du conseil municipal, puis son exclusion de sa section, à laquelle il réplique en formulant une « demande de contrôle » de la Fédération socialiste de la Seine. Il aurait vraisemblablement été formellement exclu s’il n’était décédé le 13 mars 1919, accablé par la mort, l'avant-veille, de son petit-fils à l'âge de 10 ans.

## Hommage
Le 4 mai 1921, le conseil municipal de Saint-Denis renomme la rue de la Fromagerie en rue Albert-Walter.

## Mandats parlementaires
- 03/09/1893 - 31/05/1898 : Seine - Socialiste
- 22/05/1898 - 31/05/1902 : Seine - Socialiste
- 11/05/1902 - 31/05/1906 : Seine - Socialiste
- 06/05/1906 - 31/05/1910 : Seine - Socialistes unifiés
- 08/05/1910 - 31/05/1914 : Seine - Parti socialiste
- 26/04/1914 - 13/03/1919 : Seine - Parti socialiste

## Source
- « Albert Walter », dans le Dictionnaire des parlementaires français (1889-1940), sous la direction de Jean Jolly, PUF, 1960 [détail de l’édition]